# وریتاس (فضاپیما)
وریتاس (قابلیت انتشار ناهید، علوم رادیویی، InSAR، توپوگرافی و طیف‌سنجی) مأموریتی آتی از سوی آزمایشگاه پیش‌رانش جت ناسا (JPL) برای نقشه‌برداری با وضوح بالا از سطح سیاره زهره است. ترکیب توپوگرافی، طیف‌سنجی نزدیک به فروسرخ و داده‌های تصویر راداری، دانشی از تاریخچه زمین‌ساختی، برخورد، گرانش، ژئوشیمی، زمان‌بندی و مکانیسم‌های رویش مجدد آتشفشان و فرآیندهای گوشته‌ای ایجاد کنندهٔ آن‌ها ارائه می‌کند.
ناسا در ۴ نوامبر ۲۰۲۲، با اشاره به مشکلات سازمانی در JPL که موجب تأخیر در پرتاب سایکی شده‌است، به تعویق افتادن پرتاب مأموریت وریتاس از سال ۲۰۲۷ به ۲۰۳۱ را اعلام کرد. پس از فشار دانشمندان سیاره‌شناسی، ناسا احتمال پرتاب در ۲۰۲۹ را عنوان کرد.